# 莎恩·布拉斯彭寧克斯
莎恩·布拉斯彭寧克斯（荷蘭語：Shanne Braspennincx，1991年5月18日—），荷蘭單車運動員，她代表荷蘭隊參加了日本舉行的2020年夏季奧林匹克運動會，並且在女子凱林賽上獲得金牌。